# Norra Möckleby fornborg
Norra Möckleby borg även kallad Bostorps fornborg, ligger vid byn Bostorp i Norra Möckleby socken i Mörbylånga kommun på Öland. Borgen är belägen i Mittlandskogen, väster om landborgen, på en låg ås med ett flertal våtmarker omkring vilket gör den ganska svårtillgänglig. Den är oval, 85 x 65 meter stor och består av en ringmur 1,2-8 meter bred och 0,2-1 meter hög. På muren, som är utrasad och i dåligt skick, finns en  4-6 skift kallmurad, oval påbyggnad av kalksten.